# 克里斯·弗鲁姆
克里斯托弗·克萊夫·弗鲁姆，OBE（英語：Christopher Clive Froome，1985年5月20日—）是肯尼亞出生的英國公路自行車賽職業車手，隸屬於環球國際單車世界巡迴賽程轄下的以色列博泰车队。他出生於肯尼亞並且在南非長大，自2008年春季以後由於其父親以及祖父母皆於英國出生而獲得了英國國籍證明。2017年，他拿下環法冠軍，達成黃衫三連霸的壯舉，同時也是五年內第四座環法冠軍。並在緊接的環西拿下總冠軍、衝刺王及全能王冠軍，完成同一年奪下環法、環西雙冠的殊榮，2018年更是拿下了環意冠軍粉紅衫。

## 運動生涯
弗鲁姆在2007年時正式成為職業選手，並且以22歲的年齡與柯尼卡美能達車隊簽下契約。之後為了能夠進一步擴展職業生涯而搬往歐洲居住，並且改加入英國當地隊伍巴羅世界車隊。2010年時他改前往天空車隊工作，並且成為車隊的重要自行車車手之一。而在2011年舉辦環西自行車賽第二賽段中，弗鲁姆首次於多日環行賽獲得令人注目的成績。
2012年環法自行車賽中克里斯多夫·弗鲁姆則主要擔任了勤務車手，其中他在第七賽段中贏得勝利並且總成績僅次於布拉德利·威金斯而排名第二位，這次也是英國歷年來最好的表現在之一。之後他還在2012年夏季奧林匹克運動會自由車男子公路個人計時賽獲得了銅牌，以及在2012年環西自行車賽中排行第四名。而在2013年環阿曼自行車賽中他成為奪取賽段次數最多的一名選手，而之後他在2013年法國國際標準賽、2013年環羅曼迪賽、2013年多菲納自行車賽和2013年環法自行車賽中皆得到冠軍。
2016年，第三次獲得環法冠軍，為自1995年米格爾·安杜蘭（當時他第4度衛冕，5連冠軍）以來首次成功衛冕環法冠軍者，車隊總成績亦獲得第二名。其後的里約奧運公路自行車公路賽第11名、個人計時賽獲得銅牌。
而這段間隔期間的藍斯·阿姆斯壯的連續7次冠軍及雪梨奧運公路自行車個人計時賽銅牌、以及2010年的阿爾伯托·康塔多的冠軍衛冕都因為禁藥事件而被取消。
2017年，弗魯姆拿下他第四次的環法冠軍，並奪下環西冠軍，完成雙料冠軍的殊榮，也是史上首位英國籍雙料冠軍得主，更是史上首位環西比賽在更改舉行時間後（環法比賽後）的雙料冠軍得主。
2018年，弗魯姆以86小时11分50秒的总成绩获得获得环意大利自行车赛总冠军，其中第十九赛段突围单飞80km惊天逆转夺冠。

## 軼事
2014年成功挑戰穿越英法海底隧道以慶祝2014年環法賽首次在英國開始，但當年第五站因為兩次摔車而退賽。
在2015年環法的第14站被潑尿，理由是他被懷疑使用禁藥，他的教練說「環法每一站都出現這種人，如果足球有足球流氓，那此舉是自行車的流氓」。儘管如此，當年仍獲得黃衫、圓點衫，同時也是隔了45年再次有這項紀錄。
在2016年的環法第12站最後階段發生追撞意外，導致車子損壞，弗魯姆上演了經典的跑步戲碼，此景還成為 2017年環法宣傳影片最後的彩蛋。

## 外部連結
- （英文） the official website of Team Sky cyclist Chris Froome （页面存档备份，存于）
- （英文） CHRIS FROOME